# Frederick Spofforth
Frederick Robert Spofforth (auch bekannt als Fred Spofforth; * 9. September 1853 in Sydney, Australien; † 4. Juni 1926 in Long Ditton, Vereinigtes Königreich) war ein australischer Cricketspieler, der zwischen 1877 und 1887 für die australische Nationalmannschaft spielte.

## Aktive Karriere
Spofforth gab sein First-Class-Debüt für New South Wales in der Saison 1874/75. Sein Debüt in der Nationalmannschaft absolvierte er in der Saison 1876/77 gegen England, wobei er 3 Wickets für 67 Runs erzielte. Beim einzigen Test der Tour gegen England in der Saison 1878/79 konnte er dann insgesamt dreizehn Wickets (6/48 und 7/62), und damit sein erstes Ten-for erreichen. Bei der Tour gegen England 1881/82 spielte er nur einen Test und konnte nicht herausragen. Seinen ersten Einsatz in England hatte er im Sommer 1882, wo er insgesamt vierzehn Wickets (7/46 und 7/44) erzielte. Bei der Tour im folgenden Winter in Australien erreichte er im ersten Test 3 Wickets für 65 Runs und im dritten ein weiteres Ten-for (4/73 und 7/44). Im Sommer 1884 gelangen ihm in England dann beim ersten Test 4 Wickets für 42 Runs. Im März 1885 konnte er dann gegen England zunächst zehn (4/54 und 6/90) und dann noch ein Mal fünf (5/30) Wickets erzielen. Auch gelang ihm im fünften Test sein einziges Fifty seiner internationalen Karriere über 50 Runs. Nach der Saison wechselte er im nationalen Cricket zu Victoria. In 1886 reiste er dann noch ein Mal mit dem Nationalteam nach England. Dort gelangen ihm drei Mal jeweils vier Wickets (4/82, 4/73 und 4/65). Sein letzter Einsatz im Nationalteam folgte im Januar 1887. Im Jahr 1888 siedelte er nach England um und spielte dort für Derbyshire.

## Nach der aktiven Karriere
Er übernahm in Derbyshire das Unternehmen seiner Frau, die Star Tea Company, und konnte damit erfolgreich wirtschaften. Er verstarb im Juni 1926 im Alter von 72 Jahren.

## Rezeption
Spofforth war auch als Deamon Bowler bekannt, was vor allem in seiner physischen Statur begründet war. Mit einer Körpergröße in etwa 1,90 m bei einem Gewicht von etwa 73 kg war er nicht nur recht dürr, aber auf Grund seiner Arbeit auf australischen Farmen mit Kraft und breiten Schultern ausgestattet. Dies nutzte er dazu in Spielen ein größeres Arbeitspensum zu absolvieren als seine Bowling-Kollegen.